# اندیس سرب ومس چاه موسی
سرب ومس چاه موسی یک اندیس فلزی است که در حوالی شهر معلمان استان سمنان قرار دارد و مادهٔ معدنی موجود در آن، سرب ومس است.  